# キム・エギョン
キム・エギョン（金愛敬、김애경、19xx年x月xx日 - ）は、韓国のソフトテニス選手。

## 来歴
名門NH BANK所属。2012から2015にかけてチュ・オクとともに四大国際大会ダブルスに４年連続で優勝し、グランドスラムを達成。2015年シーズンを最後に国際大会から引退。

## 四大国際大会戦績
- 2007世界選手権　ダブルス銀メダル　シングルス銅　ミックスダブルス銅メダル　国別対抗団体戦金メダル
- 2008アジア選手権　ダブルス銅メダル　ミックスダブルス銅メダル　シングルス銀メダル　国別対抗団体戦金メダル
- 2010アジア競技大会　ダブルス銀メダル　シングルス銀メダル　ミックスダブルス銅メダル　国別対抗団体戦銅メダル
- 2011世界選手権　シングルス金メダル　ダブルス銅メダル　ミックスダブルスベスト８　国別対抗団体戦金メダル
- 2012アジア選手権　ダブルス金メダル　国別対抗団体戦銀メダル
- 2013東アジア競技大会　ダブルス金メダル　シングルス銀メダル　ミックスダブルス銀メダル　国別対抗団体戦銀メダル
- 2014アジア競技大会　ダブルス金メダル　ミックスダブルス金メダル　シングルス銀メダル　国別対抗団体戦金メダル
- 2015世界選手権　ダブルス金メダル　ミックスダブルス金メダル　国別対抗団体戦金メダル